# Cantón de Autrey-lès-Gray
El cantón de Autrey-lès-Gray era una división administrativa francesa, que estaba situada en el departamento de Alto Saona y la región de Franco Condado.

## Composición
El cantón estaba formado por diecisiete comunas:
- Attricourt
- Autrey-lès-Gray
- Auvet-et-la-Chapelotte
- Bouhans-et-Feurg
- Broye-les-Loups-et-Verfontaine
- Chargey-lès-Gray
- Écuelle
- Essertenne-et-Cecey
- Fahy-lès-Autrey
- Lœuilley
- Mantoche
- Montureux-et-Prantigny
- Nantilly
- Oyrières
- Poyans
- Rigny
- Vars

## Supresión del cantón de Autrey-lès-Gray
En aplicación del Decreto nº 2014-164 de 17 de febrero de 2014, el cantón de Autrey-lès-Gray fue suprimido el 22 de marzo de 2015 y sus 17 comunas pasaron a formar parte; quince del nuevo cantón de Dampierre-sur-Salon, y dos al nuevo cantón de Gray.